# Resolució 1533 del Consell de Seguretat de les Nacions Unides
La Resolució 1533 del Consell de Seguretat de les Nacions Unides fou adoptada per unanimitat el 12 de març de 2004. Després de recordar totes les resolucions anteriors sobre la situació a la República Democràtica del Congo, el Consell va establir un comitè per supervisar un embargament d'armes imposat a totes les forces estrangeres i congoleses a l'est del país.

## Resolució

### Observacions
En el preàmbul de la resolució, el Consell va expressar la seva preocupació per la presència de grups armats i milícies a Kivu Nord i Kivu del Sud i la seva administració provisional a Ituri, a l'est de la República Democràtica del Congo. Posteriorment va condemnar el flux il·legal d'armes al país i es va determinar que vigilés l'embargament d'armes imposat a la Resolució 1493 (2003).
A més, el dret del poble congolès a controlar els seus recursos naturals i els vincles entre l'explotació dels recursos naturals i el tràfic d'armes.

### Actes
Actuant sota el Capítol VII de la Carta de les Nacions Unides, el Consell exigia que tots els estats s'abstinguin d'oferir armes i material als grups armats que operen a l'est de la República Democràtica del Congo. Es va demanar a la Missió de les Nacions Unides a la República Democràtica del Congo (MONUC) que segueixi inspeccionant la càrrega i que vigilés qualsevol element en violació de l'embargament d'armes. També va exigir que totes les parts permetessin l'accés sense restriccions al personal de la MONUC i condemnessin l'explotació contínua dels recursos naturals que alimentava el conflicte a la regió. Es va instar els Estats propers a garantir que no es donés assistència militar o financera directa als moviments i grups armats del país.
La resolució va establir un Comitè per informar les seves observacions i recomanacions sobre l'embargament d'armes i les formes de millorar-ne l'eficàcia. Tots els països havien d'informar en un termini de 60 dies sobre les mesures que havien pres per implementar l'embargament a partir de la Resolució 1493. Mentrestant, es va demanar al secretari general Kofi Annan que nomenés un grup de fins a quatre experts, un dels quals es va adonar de l'expert en tràfic d'armes Kathi Lynn Austin, per recopilar i analitzar informació i suggerir als estats formes de millorar les seves capacitats per implementar l'embargament d'armes, durant un període fins al 28 de juliol de 2004, mantenint una estreta cooperació amb el Comitè.
Es va demanar al Representant Especial del Secretari General que informés de les instàncies d'armes subministrades als grups armats i la presència de forces estrangeres a la República Democràtica del Congo. Finalment, la comunitat internacional va ser convidada a cooperar amb el Comitè, el grup d'experts i la MONUC, i vaa proporcionar al Govern del Congo un ajut per tal que pugui controlar les seves fronteres i espai aeri.